# Pithocarpa
Pithocarpa là một chi thực vật có hoa trong họ Cúc (Asteraceae).

## Loài
Chi Pithocarpa gồm các loài: